# 이오익
이오익(李五翼, ? ~ ?)은 일제강점기 당시 중국에서 활동했던 경찰이다.

## 생애
1930년 2월 16일부터 1932년 6월 17일까지 펑톈(奉天, 봉천) 일본 총영사관 하이룽(海龍, 해룡)분관 순사부장을 역임했으며 1933년 5월 16일부터 9월 8일까지 지린(吉林, 길림) 일본 총영사관 지린(길림)분관 순사를 역임했다. 1933년 9월 30일부터 1937년 11월 30일까지 지린(길림) 일본 총영사관 판스(磐石, 반석)경찰분서 순사부장을 역임했고 1939년 4월 지린 성 판스 현(吉林省 磐石縣, 길림성 반석현) 경위로 임명되었다.
1930년 2월 16일부터 1937년 11월 30일까지 일본 총영사관 분관 순사 및 순사부장으로 근무하는 동안 만주에서 활동하던 항일 무장 세력 탄압에 적극 참여했으며 밀정을 통해 판스 현(반석현)과 인접 지역에서 활동하던 항일 무장 세력을 탐지하고 체포하는 데 주력했다. 1935년 3월 길림해룡철로노동조합원 110여 명을 체포하고 많은 무기와 탄약을 압수했으며 1937년 5월에는 판스 현(반석현)에서 활동하던 항일 운동가인 왕만생(王萬生)과 왕중전(王仲田) 등 중국 공산당원과 중국 공산주의 청년단원 80여 명을 체포하고 많은 무기와 탄약을 압수했다. 또한 판스 현(반석현)에서 활동하던 항일 무장 세력의 근거지를 완전히 파괴시키면서 일제의 항일 무장 세력 탄압 작전인 치안 숙정 공작에 협력했다.
지린 성 판스 현(길림성 반석현)에서 활동하던 항일 무장 세력 탄압에 여러 차례 적극 참여한 공로를 인정받아 1937년 2월 지린(길림) 일본 총영사관에서 실시한 경찰관리공로자성적평가에서 서열 2위에 올랐으며 상격 특갑(特甲)과 점수 95점을 받았다. 1936년 8월 1일 일본 정부로부터 훈8등 서보장을 받았고 1937년 11월 27일 만주에서 활동하던 항일 무장 세력을 체포한 공로를 인정받아 일본 정부로부터 경찰관리공로기장을 받았다.
민족문제연구소의 친일인명사전 수록자 명단의 해외 부문, 친일반민족행위진상규명위원회가 발표한 친일반민족행위 705인 명단에 포함되었다.

## 참고자료
- 친일반민족행위진상규명위원회 (2009). 〈이오익〉. 《친일반민족행위진상규명 보고서 Ⅳ-13》. 서울. 516~524쪽.